# Dam (Zaandam)

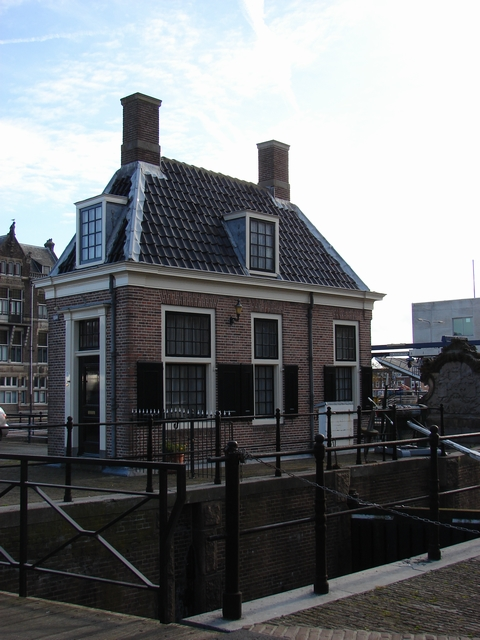
Sluis in de Dam

De Dam is een dam in de Zaan en een plein in het centrum van de Noord-Hollandse plaats Zaandam. De dam ligt aan de westzijde van de Zaan ten zuiden van het punt waar de Gedempte gracht via de Beatrixbrug overgaat in de Peperstraat aan de oostzijde van de Zaan. Vanuit het noorden loopt de Westzijde op dit punt over in de Damstraat die overgaat in de Dam. Aan de noordzijde loopt de Damkade en de dam loopt tot in de sluis. Aan de oostzijde van de Dam loopt de Wilhelminakade langs de Zaan en aan de zuidzijde de Nicolaasstraat.

## Geschiedenis
De dam met waarschijnlijk vanaf het begin een spuisluis werd gebouwd tussen 1288 en 1316 en heette oorspronkelijk "Hogendam" en lag ver van de bestaande woonkernen Oostzaan en Westzaan af. In 1401 kwam er een kapel op de dam. In 1547 openden de heemraden een nieuwe stenen sluis in de dam. De Hogendam scheidde de Voorzaan van de Achterzaan en gaf toegang tot de waterroute door het Noorderkwartier. In 1608 werd door dertien scheepsbouwers een rederij opgericht met als doel het aanleggen en exploiteren van een overtoom in verband met de vele scheepswerven langs de Zaan. Door de overtoom, die 110 jaar dienstdeed, werden Oostzaandam en Westzaandam verbonden. In de Franse tijd werden beide dorpen samengevoegd tot Zaandam. Rond de dam en overtoom ontstond bedrijvigheid en er werden vele publieke functies uitgevoerd. De dam werd de vertrekplaats voor de beurtvaart, er kwamen herbergen en er verscheen het Gemenelandshuis. In 1876 bij het gereedkomen van het Noordzeekanaal en de afsluiting van het IJ kwam er een nieuwe zeehaven. De sluis werd in 1903 vervangen door een nieuwe sluis die geschikt was voor rijnschepen. Ook kwam er een telegraafkantoor, nieuwe bruggen en uiteindelijk een groot gemaal.

## Tegenwoordig
De dam is het belangrijkste uitgaanscentrum van Zaandam en de Zaanstreek. Er bevinden zich vele horecagelegenheden maar ook de vele winkels rond de Gedempte gracht en Westzijde bevinden zich vlakbij. Aan of vlak bij het plein bevinden zich ook culturele voorzieningen zoals het Zaantheater. De dam is ook per openbaar vervoer goed bereikbaar en vele bussen van Connexxion hebben een halte nabij de dam.
Elk jaar in september eindigt de Dam tot Damloop in Zaandam. Vroeger was dit daadwerkelijk op de dam maar tegenwoordig in de Peperstraat, terwijl in Amsterdam op de Prins Hendrikkade wordt begonnen.